# Rosenlauigletscher

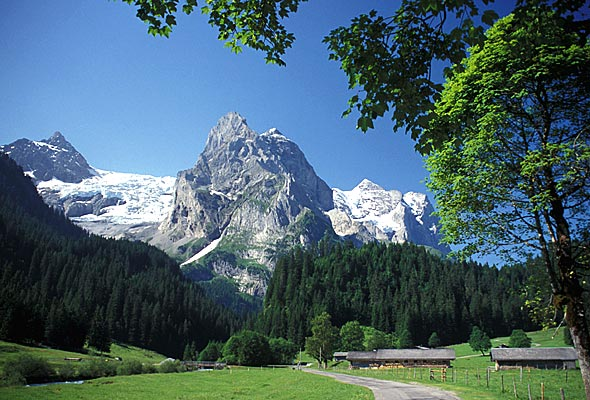
Rosenlauigletscher mit Klein und Gross Wellhorn. Links der Dossen, ganz rechts das Wetterhorn

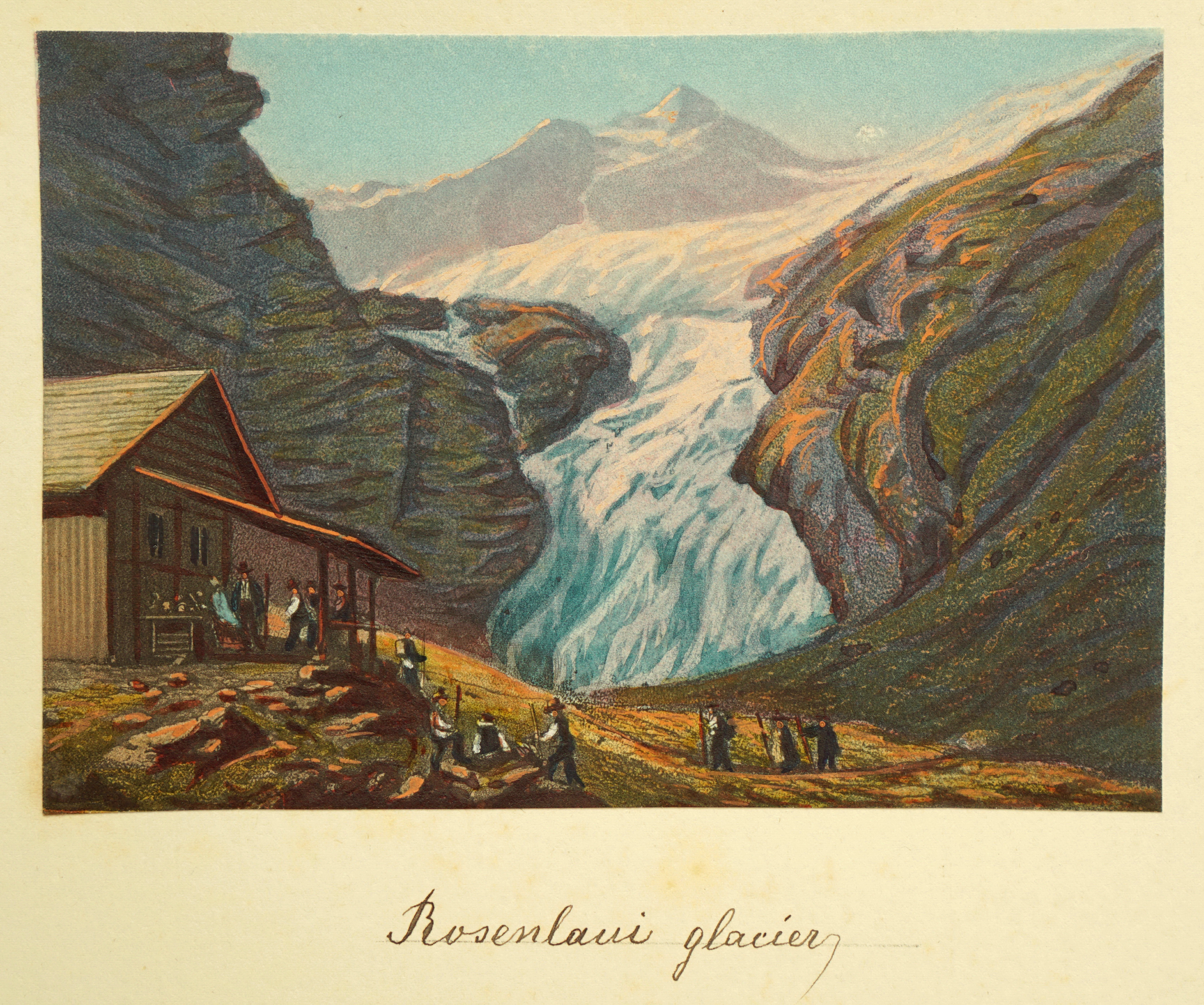
Das linke Zungenende des Rosenlauigletschers um 1870/80. Radierung von Heinrich Müller

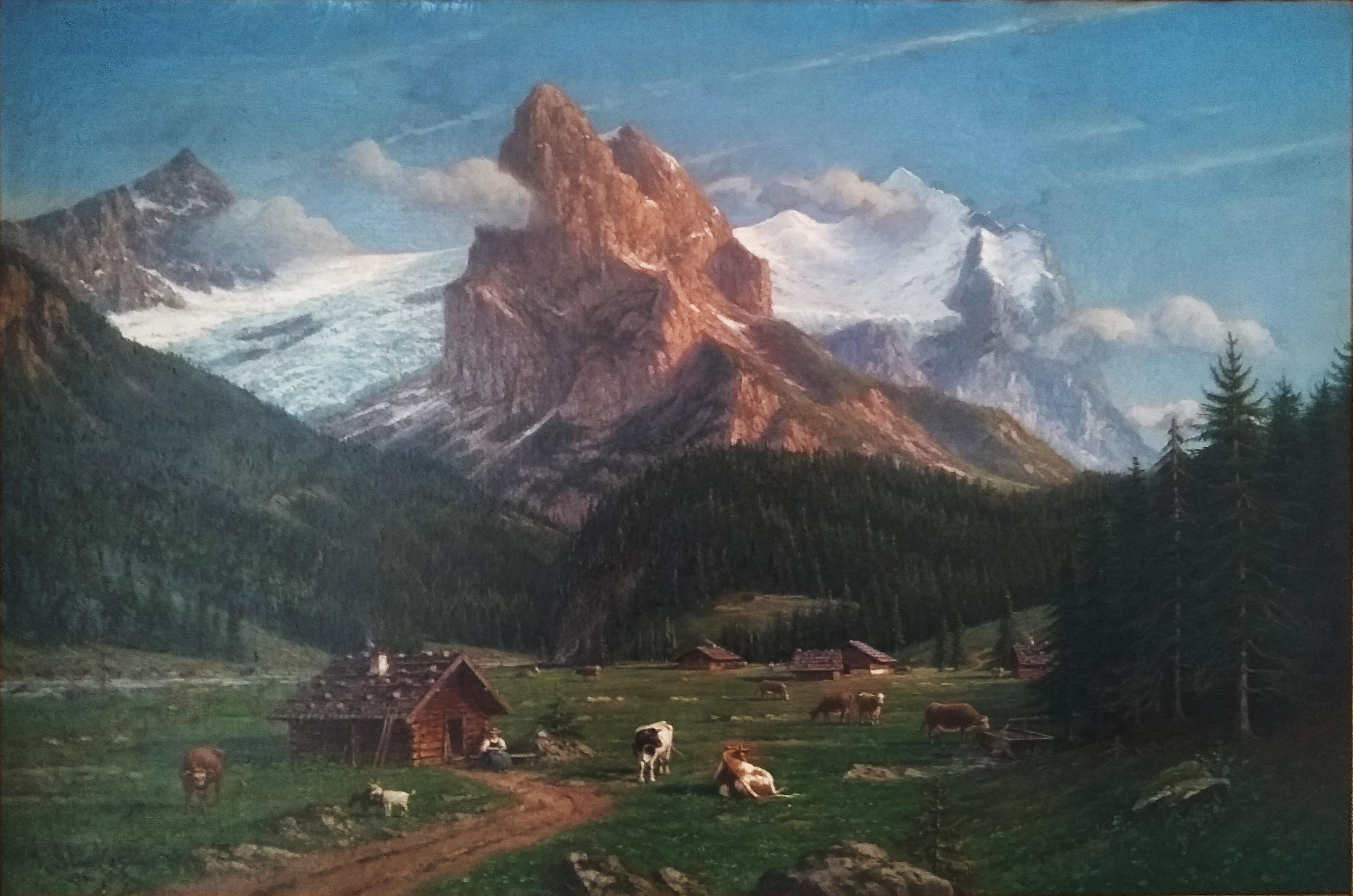
Gemälde des Rosenlauigletschers von Johannes Glückert (1913)

Der Rosenlauigletscher liegt am Nordostende der Berner Alpen südlich von Meiringen, im Kanton Bern, Schweiz. Er hat eine Länge von 4,5 km bei einer durchschnittlichen Breite von 1 km, bedeckt eine Fläche von ungefähr 6 km² und hat eine Neigung von 19 Grad (34 %). Der Gletscher ist zu Fuss von Rosenlaui erreichbar.
Seinen Ausgangspunkt nimmt der Rosenlauigletscher im Wetterkessel an der Nordostflanke der Wetterhorngruppe auf einer Höhe von etwa 2800–3500 m ü. M. Gegen Süden ist der Gletscher über firnbedeckte Kämme einerseits mit dem Gauligletscher, andererseits mit dem Oberen Grindelwaldgletscher verbunden. Der Rosenlauigletscher fliesst in einem etwa 600 m hohen Eisfall aus dem Wetterkessel nach Nordnordosten. Im Westen wird er vom Felsgrat des Wellhorns (3191 m ü. M.) und des Kleinen Wellhorns (2700 m ü. M.) flankiert, im Osten vom Dossen (3138 m ü. M.). Die Gletscherzunge befindet sich derzeit auf einer Höhe von 2000 m ü. M. Hier entspringt der Weissenbach, der mit Wasserfällen steil ins Tal fällt und nach der Gletscherschlucht Rosenlaui in den Reichenbach mündet. Dieser führt das Wasser über den berühmten Reichenbachfall durch das Reichenbachtal zur Aare.
In seinem Hochstadium während der Kleinen Eiszeit um die Mitte des 19. Jahrhunderts teilte der Gletscherhubel, ein Felsen unterhalb der heutigen Zunge, diese in zwei Enden. Heute ist er begehbar. Das rechte Zungenende passierte die Westwände der Hinteren Engelhörner und endete bei etwa 1700 m ü. M. Das deutlich grössere linke Zungenende reichte über den steilen Felshang unterhalb der heutigen Zunge hinunter und endete im Bereich der Rosenlauischlucht, bei etwa 1460 m ü. M.
Der Gletscherstand von 1828 ist exakt wiedergegeben auf dem Gemälde von Samuel Birmann: Der Rosenlaui-Gletscher. Ein weiteres Gemälde von der Hand des Malers Johann Heinrich Schilbach mit dem Titel Der Rosenlauigletscher aus dem Jahr 1835 befindet sich im Katalog zu einer Ausstellung „Magie des Augenblicks“ im Museum Giersch, Frankfurt/Main aus den Jahren 2009/2010. Aus dem Jahr 1913 stammt das Gemälde des Rosenlauigletschers des deutschen Landschaftsmalers Johannes Glückert.
Auf dem Felsgrat östlich des Gletschers steht die Dossenhütte des Schweizer Alpen-Clubs SAC auf 2663 m ü. M.

## UNESCO-Weltnaturerbe
Das Gebiet des Rosenlauigletschers ist zusammen mit dem Aletschgletscher und den umliegenden Regionen seit 2007 (Gemeinde Schattenhalb) Bestandteil des UNESCO-Weltnaturerbes Schweizer Alpen Jungfrau-Aletsch.

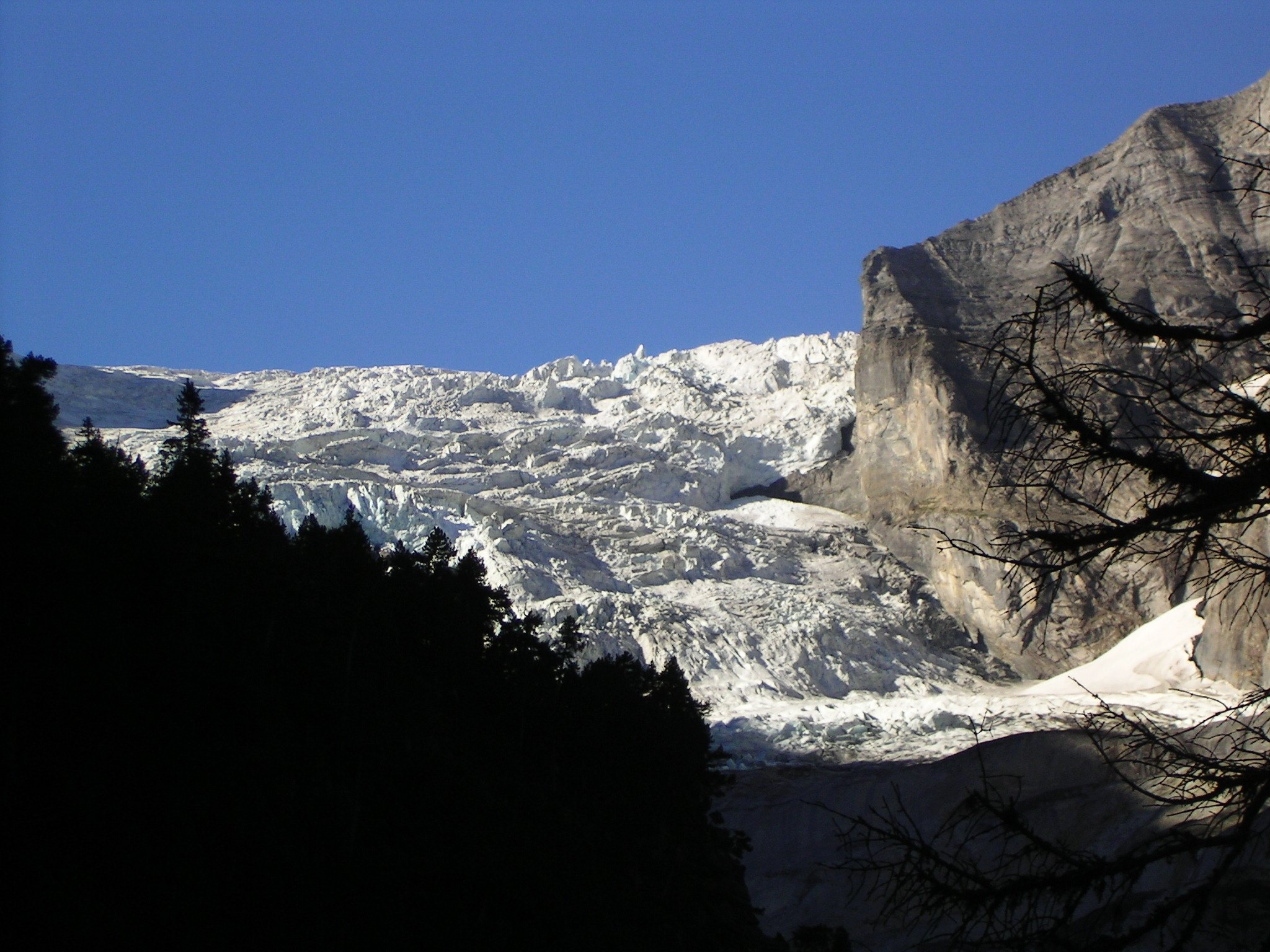
Rosenlauigletscher, vom Reichenbachtal aus aufgenommen
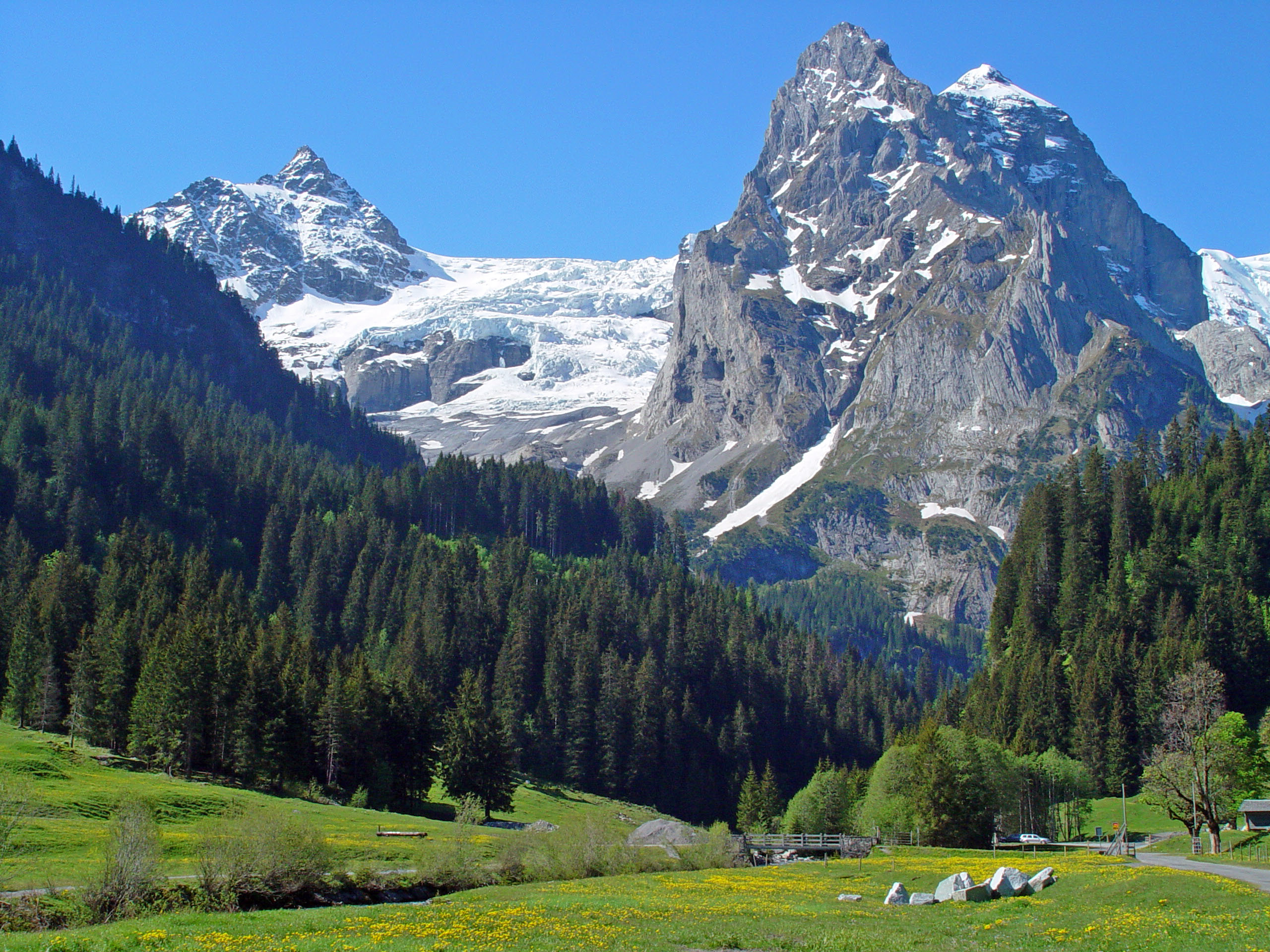
Rosenlauigletscher gesehen von der Strasse kurz vor Rosenlaui
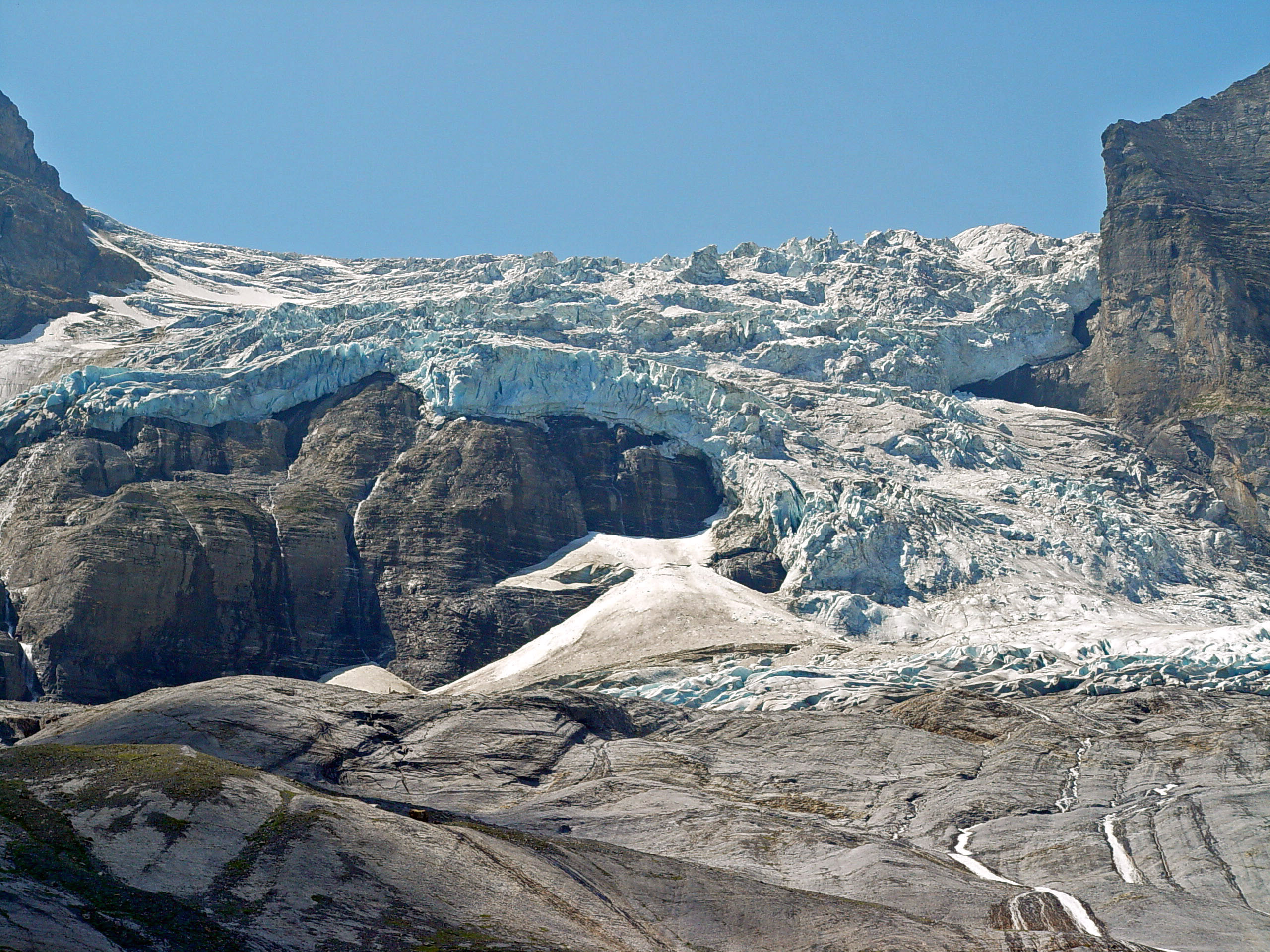
Rosenlauigletscher
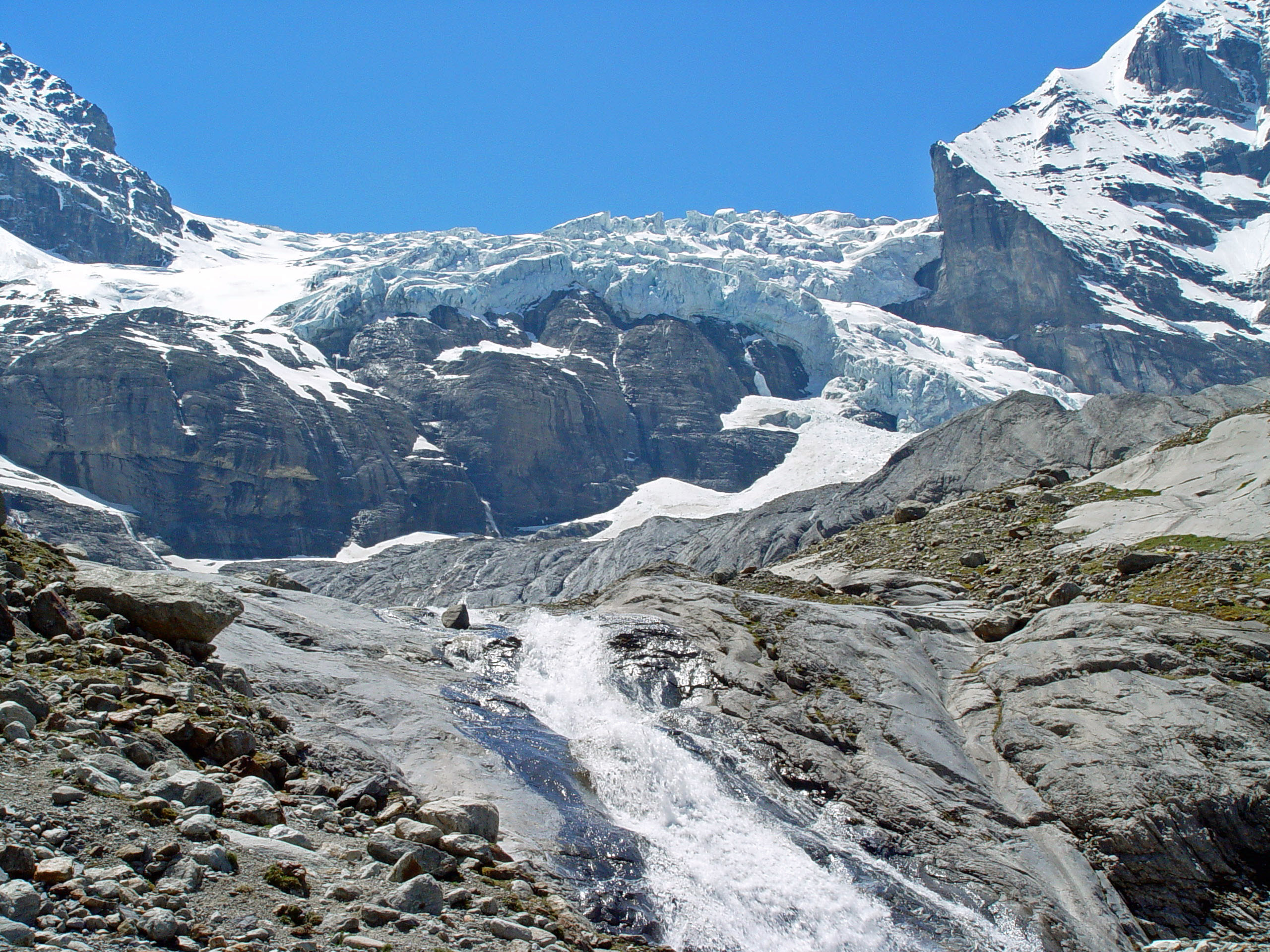
Der Weissbach nimmt seinen Anfang am Rosenlauigletscher
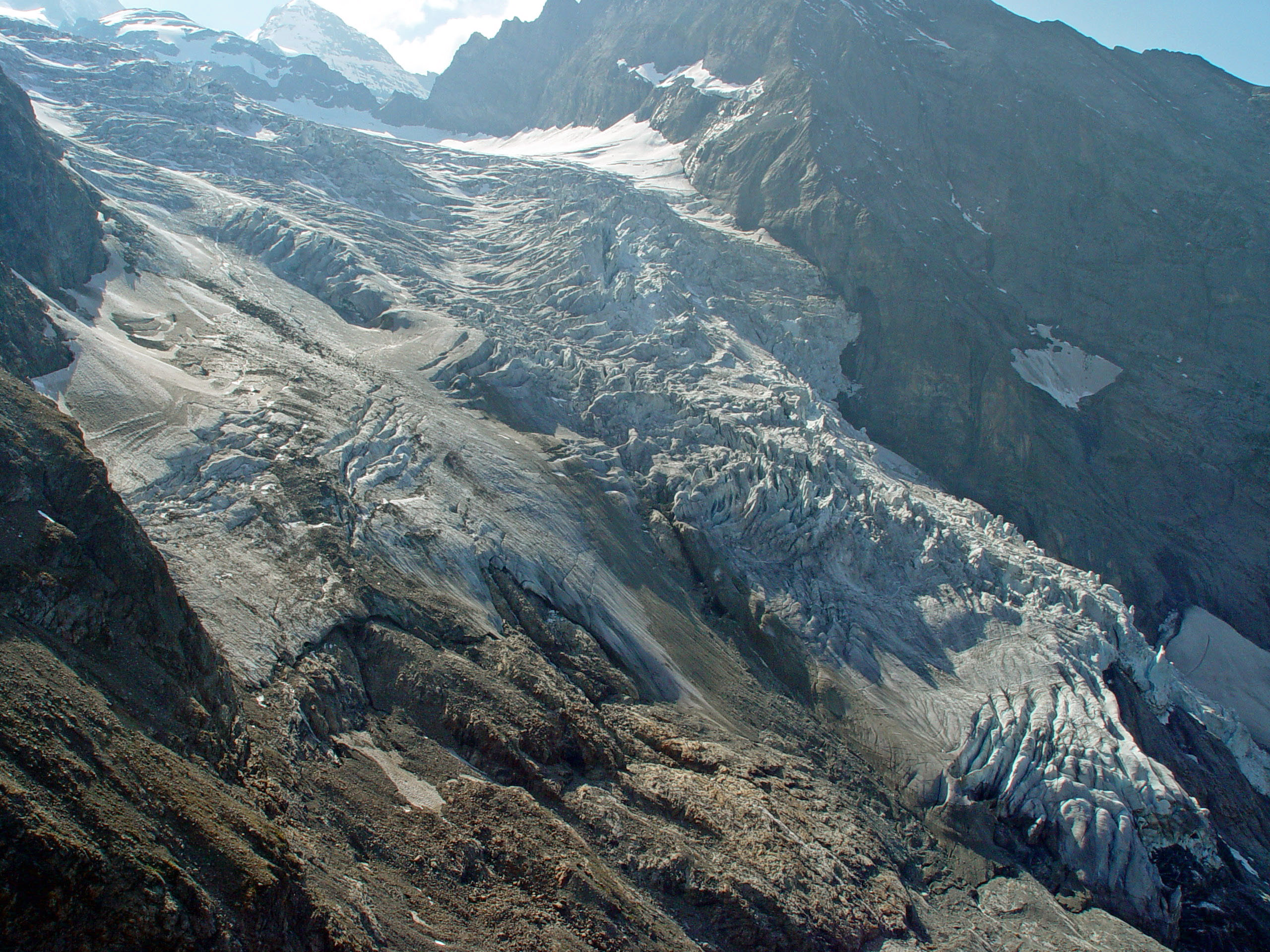
Gletscher vom Aufstieg auf den Dossen gesehen